# Patron incognito
Pour les articles homonymes, voir Undercover Boss.
Patron incognito est une émission de télévision française produite par la société Endemol et diffusée à partir du 7 juin 2012 sur la chaîne M6 puis rediffusée sur la chaîne belge AB3. Elle est l'adaptation francophone de l'émission britannique Undercover Boss, diffusée à partir de juin 2009 sur la chaîne nationale privée anglaise Channel 4 et produite par Studio Lambert.

## Concept
Sous prétexte d'un documentaire sur un chômeur en recherche de métier pour une réinsertion, un patron (différent à chaque épisode) se déguise puis, sous prétexte d'un reportage filmé, effectue de courts stages dans divers métiers de l'entreprise qu'il dirige.
Il est accompagné d'un employé par catégorie de métier. Le fait que les employés savent qu'ils sont filmés peut induire un effet Hawthorne[réf. nécessaire].
L'émission se termine par une convocation des employés ayant accompagné le stagiaire à la direction générale de l'entreprise. Le patron y énumère les reproches et anomalies, puis termine en vantant les qualités de ses employés dévouement, motivation, etc.
Le patron donne pour raison de sa participation à ce programme sa volonté d'améliorer son entreprise (principalement afin de savoir si les processus (gestion de la qualité) et directives sont suivis et afin de tenter d'améliorer la compétitivité économique). On pourrait se demander pourquoi avoir besoin d'une émission de télévision pour faire cette expérience. L'autre raison est le bénéfice d'une publicité télévisée (notoriété) à bas coût, le montage vidéo permettant de retirer des éléments qui pourraient êtres nuisibles à l'image de marque de l'entreprise.

## Audience

### Saison 1: 2012
| no | Date de diffusion | Horaire | Patron                      | Entreprise                                                                            | Audience moyenne          | Audience moyenne | Audience moyenne |
| no | Date de diffusion | Horaire | Patron                      | Entreprise                                                                            | Nombre de téléspectateurs | PDM              |                  |
| -- | ----------------- | ------- | --------------------------- | ------------------------------------------------------------------------------------- | ------------------------- | ---------------- | ---------------- |
| 1  | 7 juin 2012       | 20h50   | Jean-Claude Puerto Salavert | UCAR (location de voitures)                                                           | 3,5 millions              | 13,9 %           |                  |
| 2  | 7 juin 2012       | 22h35   | Jean-Manuel Bajen           | BAJEN S.A (société de construction, menuiserie, électricité, hôtellerie, théâtre...)  | 2,8 millions              | 20,6 %           |                  |
| 3  | 22 novembre 2012  | 20h50   | Guillaume Richard           | O2 (société de Services à la personne : ménage, garde d´enfants, aide aux séniors...) | 2,5 millions              | 10 %             |                  |
| 4  | 29 novembre 2012  | 20h50   | Nicolas Riché               | Columbus Café (chaîne de coffee-shop)                                                 | 2,9 millions              | 11 %             |                  |

### Saison 2: 2014
| no | Date de diffusion | Horaire | Patron            | Entreprise                                                                        | Audience moyenne          | Audience moyenne | Audience moyenne |
| no | Date de diffusion | Horaire | Patron            | Entreprise                                                                        | Nombre de téléspectateurs | PDM              |                  |
| -- | ----------------- | ------- | ----------------- | --------------------------------------------------------------------------------- | ------------------------- | ---------------- | ---------------- |
| 1  | 29 janvier 2014   | 20h50   | Rodolphe Wallgren | Memphis Coffee (chaîne de restaurants)                                            | 3,6 millions              | 14,3 %           |                  |
| 2  | 29 janvier 2014   | 22h35   | Philippe Lannes   | DELKO (garages)                                                                   | 2,9 millions              | 19,4 %           |                  |
| 3  | 5 février 2014    | 20h50   | Rémy Bourdier     | OTI France Services (énergie et environnement)                                    | 3,48 millions             | 13,8 %           |                  |
| 4  | 5 février 2014    | 22h35   | Christian Amiard  | Cash Converters (chaîne de magasins d'achat et vente d'occasion aux particuliers) | 2,78 millions             | 17,8 %           |                  |

### Saison 3: 2015
| no | Date de diffusion | Horaire | Patron            | Entreprise                                                                                   | Audience moyenne          | Audience moyenne | Audience moyenne |
| no | Date de diffusion | Horaire | Patron            | Entreprise                                                                                   | Nombre de téléspectateurs | PDM              |                  |
| -- | ----------------- | ------- | ----------------- | -------------------------------------------------------------------------------------------- | ------------------------- | ---------------- | ---------------- |
| 1  | 7 janvier 2015    | 20h55   | Karine Cohen      | Coursiers.com (livraisons à domiciles)                                                       | 3,6 millions              | 14,6 %           |                  |
| 2  | 14 janvier 2015   | 20h55   | Nahel Jaghlit     | Marché aux Affaires (chaîne de magasins)                                                     | 3,8 millions              | 15,4 %           |                  |
| 3  | 21 janvier 2015   | 20h55   | Alexandre Maizoué | La Pataterie (chaîne de restaurants)                                                         | 3,7 millions              | 15 %             |                  |
| 4  | 31 mars 2015      | 20h55   | Thierry Pétament  | Orchestral Services (Services de nettoyage et entretien pour professionnels et particuliers) | 2,94 millions             | 12,5 %           |                  |
| 5  | 20 mai 2015       | 20h55   | Grégory Fourey    | Boulangeries Firmin (chaîne de boulangerie et pâtisserie)                                    | 2,64 millions             | 11,1 %           |                  |
| 6  | 27 mai 2015       | 20h55   | Jérôme Faucheur   | Villages Homair Vacances (enseigne camping)                                                  | 2,38 millions             | 10,0 %           |                  |
| 7  | 26 novembre 2015  | 20h55   | Alain Brière      | Hôtels Balladins (enseigne hôtelière)                                                        | 2,26 millions             | 9,4 %            |                  |

### Saison 4: 2016
| no | Date de diffusion | Horaire | Patron                   | Entreprise                                                               | Audience moyenne          | Audience moyenne | Audience moyenne |
| no | Date de diffusion | Horaire | Patron                   | Entreprise                                                               | Nombre de téléspectateurs | PDM              |                  |
| -- | ----------------- | ------- | ------------------------ | ------------------------------------------------------------------------ | ------------------------- | ---------------- | ---------------- |
| 1  | 13 janvier 2016   | 20h55   | Philippe Herbette        | Club Moving (gestion d'installations sportives)                          | 2,60 millions             | 10,7 %           |                  |
| 2  | 20 janvier 2016   | 20h55   | Serge et Axel Mahdessian | Le Patacrêpe (chaîne de restaurants)                                     | 2,31 millions             | 9,4 %            |                  |
| 3  | 27 janvier 2016   | 20h55   | Éric Romedenne           | La Compagnie du Lit (chaîne de magasins de literie)                      | 2,71 millions             | 11,1 %           |                  |
| 4  | 3 février 2016    | 20h55   | Christel Jaffres         | Bureau Vallée (chaîne de magasins de papeterie et fournitures de bureau) | 2,92 millions             | 11,8 %           |                  |

### Saison 5: 2017-2018
| no | Date de diffusion | Horaire | Patron            | Entreprise                                                       | Audience moyenne          | Audience moyenne | Audience moyenne |
| no | Date de diffusion | Horaire | Patron            | Entreprise                                                       | Nombre de téléspectateurs | PDM              |                  |
| -- | ----------------- | ------- | ----------------- | ---------------------------------------------------------------- | ------------------------- | ---------------- | ---------------- |
| 1  | 14 mars 2017      | 21h00   | Yves Guattari     | Monbana (chocolaterie)                                           | 2,98 millions             | 13,4 %           |                  |
| 2  | 21 mars 2017      | 21h00   | Pauline Moquet    | Daniel Moquet signe vos allées (réseau de paysagiste)            | 2,82 millions             | 12,1 %           |                  |
| 3  | 28 mars 2017      | 21h00   | Stéphanie Estre   | Carlance (chaîne d'instituts de beauté)                          | 2,31 millions             | 9,5 %            |                  |
| 4  | 31 mai 2017       | 21h00   | Bruno Pain        | Carrément Fleurs (chaîne de fleuristes)                          | 2,26 millions             | 10,0 %           |                  |
| 5  | 27 juin 2017      | 21h00   | Lionel Desclée    | Tom&Co (chaîne d'animaleries)                                    | 2,22 millions             | 10,1 %           |                  |
| 6  | 9 janvier 2018    | 21h00   | Siben N'Ser       | Planet Sushi (chaîne de restaurants)                             | 2,68 millions             | 11,1 %           |                  |
| 7  | 16 janvier 2018   | 21h00   | Xavier Bornhauser | Demeco (réseau de déménageurs professionnels)                    | 2,39 millions             | 10,4 %           |                  |
| 8  | 23 janvier 2018   | 21h00   | David Giraudeau   | La Mie câline (chaîne de sandwicherie et de restauration rapide) | 2,65 millions             | 11,8 %           |                  |

### Saison 6: 2019
| no | Date de diffusion | Horaire | Patron                  | Entreprise                                 | Audience moyenne          | Audience moyenne | Audience moyenne |
| no | Date de diffusion | Horaire | Patron                  | Entreprise                                 | Nombre de téléspectateurs | PDM              |                  |
| -- | ----------------- | ------- | ----------------------- | ------------------------------------------ | ------------------------- | ---------------- | ---------------- |
| 1  | 8 janvier 2019    | 21h00   | Laurent Gillard         | Léon de Bruxelles (chaîne de restauration) | 2,41 millions             | 10,6 %           |                  |
| 2  | 15 janvier 2019   | 21h00   | Jean-Paul Mochet        | Franprix (chaîne de supermarchés)          | 2,46 millions             | 11 %             |                  |
| 3  | 22 janvier 2019   | 21h00   | Philippe de Selliers    | Leonidas (chocolaterie)                    | 2,33 millions             | 10,3 %           |                  |
| 4  | 29 janvier 2019   | 21h00   | Anne-Catherine Péchinot | Rent A Car (location de voitures)          | 2,45 millions             | 11 %             |                  |
| 5  | 26 septembre 2019 | 21h05   | Marc Vanhove            | Bistro Régent (chaîne de restauration)     | 1,89 million              | 9,9 %            |                  |

### Saison 7: 2020
| no | Date de diffusion | Horaire | Patron          | Entreprise                           | Audience moyenne          | Audience moyenne | Audience moyenne |
| no | Date de diffusion | Horaire | Patron          | Entreprise                           | Nombre de téléspectateurs | PDM              |                  |
| -- | ----------------- | ------- | --------------- | ------------------------------------ | ------------------------- | ---------------- | ---------------- |
| 1  | 8 janvier 2020    | 21h05   | Hakim Benotmane | Nabab Kebab (chaîne de restauration) | 2,02 millions             | 9,5 %            |                  |

### Saison 8: 2021
| no | Date de diffusion | Horaire | Patron                            | Entreprise                    | Audience moyenne          | Audience moyenne | Audience moyenne |
| no | Date de diffusion | Horaire | Patron                            | Entreprise                    | Nombre de téléspectateurs | PDM              |                  |
| -- | ----------------- | ------- | --------------------------------- | ----------------------------- | ------------------------- | ---------------- | ---------------- |
| 1  | 24 mai 2021       | 21 h 5  | Nicolas de Bronac                 | Sequoia (chaîne de pressings) | 2,25 millions             | 10,3%            |                  |
| 2  | 31 mai 2021       | 21 h 5  | Laure et Jean-François Feuillette | Boulangeries Feuillette       | 2,03 millions             | 9,5%             |                  |

### Saison 9: 2022
| no | Date de diffusion | Horaire | Patron                         | Entreprise          | Audience moyenne          | Audience moyenne | Audience moyenne |
| no | Date de diffusion | Horaire | Patron                         | Entreprise          | Nombre de téléspectateurs | PDM              |                  |
| -- | ----------------- | ------- | ------------------------------ | ------------------- | ------------------------- | ---------------- | ---------------- |
| 1  | 10 janvier 2022   | 21 h 10 | Yves Hecker                    | Les burgers de Papa | 2 287 000                 | 11 %             |                  |
| 2  | 17 janvier 2022   | 21 h 10 | Laurent de la Clergerie        | LDLC                | 2 640 000                 | 13 %             |                  |
| 3  | 24 janvier 2022   | 21 h 10 | Arnaud Bruillon                | Finsbury            | 2 155 000                 | 10,4 %           |                  |
| 4  | 4 février 2022    | 21 h 10 | Xavier Chopin                  | Happy Cash          | 1 416 000                 | 7,2 %            |                  |
| 5  | 1er août 2022     | 21 h 10 | Ouriel Hodara Emmanuel Tedesco | Yogurt Factory      | 1 529 000                 | 9,2 %            |                  |
| 6  | 15 septembre 2022 | 21 h 10 | Guy Gérault                    | Brit Hotel          | 1 748 000                 | 9,4 %            |                  |
| 7  | 20 octobre 2022   | 21 h 10 | Maxime Buhler                  | Pokawa              | 1 512 000                 | 8,5 %            |                  |

### Saison 10: 2023
| no | Date de diffusion | Horaire | Patron          | Entreprise   | Audience moyenne          | Audience moyenne | Audience moyenne |
| no | Date de diffusion | Horaire | Patron          | Entreprise   | Nombre de téléspectateurs | PDM              |                  |
| -- | ----------------- | ------- | --------------- | ------------ | ------------------------- | ---------------- | ---------------- |
| 1  | 9 janvier 2023    | 21 h 10 | Georges Elkouby | Isotoner     | 1 552 000                 | 7,9 %            |                  |
| 2  | 16 janvier 2023   | 21 h 10 | Frédéric Murat  | Coursier.fr  | 1 690 000                 | 8,4 %            |                  |
| 3  | 13 février 2023   | 21 h 10 | Michel Vieira   | MDA Discount | 1 557 000                 | 7,7 %            |                  |

### Saison 11: 2024-2025
| no | Date de diffusion | Horaire | Patron                                            | Entreprise       | Audience moyenne          | Audience moyenne | Audience moyenne |
| no | Date de diffusion | Horaire | Patron                                            | Entreprise       | Nombre de téléspectateurs | PDM              |                  |
| -- | ----------------- | ------- | ------------------------------------------------- | ---------------- | ------------------------- | ---------------- | ---------------- |
| 1  | 10 janvier 2024   | 21 h 10 | Édouard Falguières                                | Guinot-Mary Cohr | 1 433 000                 | 7,7 %            |                  |
| 2  | 4 septembre 2024  | 21 h 15 | Thibaut Bayart                                    | Chronodrive      | 1 218 000                 | 7 %              |                  |
| 3  | 3 février 2025    | 21 h 10 | Benoît Cortot                                     | Ewigo            | 1 670 000                 | 9,3 %            |                  |
| 4  | 28 mars 2025      | 21 h 10 | Anne-Catherine Péchinot et Virginie Decamps-Lainé | Easy Cash        | 975 000                   | 6,25 %           |                  |

## Dérivées
- Les franchises[48] :
  - Royaume-Uni : Undercover Boss. La série originale produite par Studio Lambert a commencé à être diffusée en juin 2009 sur Channel 4.
  - Australie : Undercover Boss (Australie) La version australienne est créée par Network Ten, le 18 octobre 2010.
  - Canada : Undercover Boss (Canada). La version canadienne est créée par W Network le 2 février 2012.
  - Autriche : Undercover Boss (Autriche). La version autrichienne est créée par ORF eins le 16 janvier 2013.
  - États-Unis : Undercover Boss (émission de télévision américaine). La version américaine est diffusée depuis 2010 sur la chaîne de télévision CBS. En France, l'émission est diffusée depuis 2015 sur NT1[49].
  - Allemagne : Undercover Boss (Allemagne). La version allemande est diffusée sur RTL le 28 mars 2011.
  - Israël : Undercover Boss (Israël)
  - Italie : Boss in incognito (it). La version italienne est créée en Janvier 2014. Elle est diffusée sur Rai 2 .
  - Norvège : Undercover Boss (Norvège). La version norvégienne est diffusée sur TV2 le 8 mars 2011.
  - Espagne : El jefe infiltrado (es). La version espagnole est créée le 11 juin 2011 sur Antena 3 nommé El jefe, mais est annulée après 3 épisodes en raison d'une faible audience. Trois ans après Atresmedia adapte le programme à nouveau, mais cette fois sur son autre canal laSexta, créé le 3 avril 2014, sous le titre El jefe infiltrado (es).
- Les futures Undercover Boss

Les versions localisées du format sont produites au Danemark, la Turquie, la Suède, la Belgique et les Pays-Bas.

## Réception

### Critiques dans la presse
En janvier 2012, un journaliste critique le fait que dans ce genre d'émission de téléréalité, contrairement à l'habitude, la plus grande partie des acteurs (les employés) ne sont pas au courant qu'ils en font partie, il termine son article par : « Ici, l’employé ne sait rien, doublement dominé puisqu’il est dupé. Et c’est de lui qu’on rit finalement. De nous-même. Mais d’un rire médiocre et pervers. À l’image de la nouvelle émission de M6. »
En juin 2012, l'émission est critiquée sur son concept par sa mise en scène de l’échelle sociale, dans le journal L'Humanité.
Le 7 juin 2012, Marcel Trillat écrit une page dans le magazine L'Humanité Dimanche intitulée « A quoi joue M6 avec Patron incognito : à embrouiller la réalité sociale », extrait : « Avec "Patron incognito", ce n'est pas du tout le monde du travail qui intègre le petit écran. Mais au contraire une espèce de fable, qui obscurcit complètement l'horizon. Lorsqu'on est journaliste et que l'on va filmer une entreprise, ce qui est très difficile et très rare, on constate qu'il manque toujours un employé pour que les conditions de travail soient normales. Il manque toujours celui qui permettrait que la vie au travail puisse être agréable. On a le sentiment que ces patrons sentent cette limite et qu'ils enlèvent un employé, pour que les autres soient sous pression permanente. C'est le management moderne, que ces gens-là appliquent : interdit d'avoir une minute de répit, interdit d'être heureux, interdit de discuter, interdit de nouer des relations normales avec les gens. Ce genre d'émission embrouille complètement cette réalité sociale, la rend indéchiffrable : elle donne l'impression que l'employé ne fait pas bien son boulot, alors qu'en fait, il est trop sous pression. »
Juin 2012, extrait du journal 20 minutes : « Reste que pour Joseph Thouvenel, la présence des caméras fausse les rapports. Mais surtout, en avançant masqués, les participants à l'émission manquent de loyauté vis-à-vis de leurs collaborateurs: «Cela me rappelle Louis XI, surnommé “le Sournois”, qui se déguisait en bourgeois pour écouter les gens aux carrefours.» Il ajoute : « Est-ce qu'un chef d'entreprise accepterait d'embaucher quelqu'un qui ment sur son CV et s'exclamerait après : «C'est faux, je voulais juste voir comment vous alliez réagir ?» ».